# Johann Jakob Bernhardi
Johann Jakob Bernhardi, född 1 september 1774 i Erfurt, Tyskland, död där 13 maj 1850, var en tysk läkare och botaniker.
Auktorsnamnet Bernh. kan användas för Johann Jakob Bernhardi i samband med ett vetenskapligt namn inom botaniken; se Wikipediaartiklar som länkar till auktorsnamnet.